# Phyllogomphoides regularis
Phyllogomphoides regularis är en trollsländeart som först beskrevs av Selys 1873.  Phyllogomphoides regularis ingår i släktet Phyllogomphoides och familjen flodtrollsländor. Inga underarter finns listade i Catalogue of Life.